# Fanny (film 1932)
Fanny è un film del 1932 diretto da Marc Allégret.
Esso costituisce la seconda pellicola della cosiddetta "trilogia marsigliese" che comprende anche Marius di Alexander Korda e César diretto da Pagnol, l'autore del soggetto e della sceneggiatura di Fanny.
In molti manifesti dell'epoca si indicò semplicemente "un film di Marcel Pagnol", perché la fama dello scrittore era tale da attirare da sola il pubblico, senza menzionare i registi né gli eccellenti attori.

## Trama
Marius è partito in nave, lasciando Fanny. la fanciulla amata: la passione del navigare è stata più forte dell'amore per lei. Fanny scopre di essere incinta. Rischia il disonore. Panisse, un maturo signore, vedovo da non molto tempo, ricco proprietario di un negozio di articoli per barche, le aveva proposto di sposarla e la madre di Fanny era ben contenta di diventare suocera di un uomo così benestante, senza dubbio più facoltoso di Marius. Fanny allora aveva rifiutato, ma ora pensa che possa essere un rimedio. Tuttavia vuole essere onesta e confessa a Panisse di aspettare un figlio da Marius. Panisse ne è felice: quello sarà il figlio che lui avrebbe sempre voluto e che non ha mai avuto, il futuro proprietario di tutti i suoi beni.
César, padre di Marius, inizialmente protesta, perché si sente defraudao del suo diritto di avere un nipote, ma poi si convince: per il bene del nipote e la serenità della madre, è meglio che si prenda questa soluzione. Fanny sposa così Panisse. Nasce il figlio, cui viene dato il nome di Césariot, in onore del vero nonno. Nel frattempo torna Marius, che ha capito di amare davvero Fanny. Però il padre César e la stessa Fanny gli fanno capire che è impossibile cambiare le cose: Panisse accetterebbe di rinunciare a Fanny, ma non al figlio; una separazione della madre dal bambino appare impossibile. Così Marius rinuncia alla donna amata, ma resta una vaga speranza per il futuro.

## Comicità realistica
Di comicità realistica del cinema francese degli anni Trenta parla Cristina Bragaglia inserendovi anche «i film ricavati da opere drammatiche di Pagnol o diretti dallo stesso autore: celebre la triologia di Marius (...), dove i personaggi sono così bene caratterizzati da apparire ad un tempo tipi universali e peculiari della Provenza». Sulla scia di Fanny Pagnol fonderà «la sua società di produzione, un'impresa che gli avrebbe garantito la massima libertà artistica nel mondo sempre economicamente pericoloso dell'industria cinematografica francese».